# Vincenzo Agnello Suardi
Vincenzo Agnello (Agnelli) Suardi (Mantova, 1582 – Mantova, 13 settembre 1644) è stato un vescovo cattolico italiano.

## Biografia
Nato da nobile famiglia mantovana, fu consigliere dei duchi Gonzaga di Mantova, che lo inviarono in diverse missioni diplomatiche. Nel 1616 fu nominato vescovo di Alba. Nel 1619 fu nominato vescovo coadiutore di Mantova. Alla morte dell'anziano vescovo Francesco Gonzaga, il 2 marzo 1620, gli succedette per coadiutoria. Durante il sacco di Mantova del 1630 e la diffusione della peste, fu accanto ai bisognosi.

## Genealogia episcopale
La genealogia episcopale è:
- Arcivescovo Filippo Archinto
- Papa Pio IV
- Cardinale Giovanni Antonio Serbelloni
- Cardinale Carlo Borromeo
- Cardinale Gabriele Paleotti
- Cardinale Ludovico de Torres
- Cardinale Giovanni Garzia Mellini
- Vescovo Vincenzo Agnello Suardi